# William B. Jensen

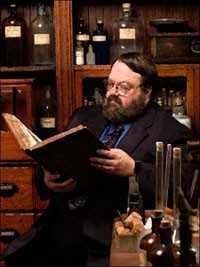
William B. Jensen, 2005

William B. Jensen (* 25. März 1948 in Marshfield (Wisconsin); † 2. November 2024 in Cincinnati) war ein US-amerikanischer Chemiker, Chemiehistoriker und Hochschullehrer.

## Werdegang
Jensen war der Sohn eines Schildermalers und einer Bibliothekarin und ging in Wausau in Wisconsin zur Schule. Er interessierte sich früh für Chemie und nach der Lektüre von Discovery of the Elements von Mary Elvira Weeks auch für Chemiegeschichte. Er studierte Chemie an der University of Wisconsin–Madison mit Bachelor-Abschluss 1970, Master-Abschluss 1972 und Promotion in anorganischer Chemie 1982. Danach war er von 1983 bis 1986 Assistant Professor für anorganische Chemie am Rochester Institute of Technology, bevor er Oesper Professor für Chemiegeschichte und Chemiepädagogik an der University of Cincinnati wurde (in der Fakultät für Chemie). Dort war er auch Kurator der Oesper-Sammlung zur Chemiegeschichte, der größten solchen Sammlung in den USA außer der am Smithsonian.
Er hatte eine Kolumne Ask the Historian im Journal of Chemical Education. Von 1988 bis 1995 war er Gründungsherausgeber des Bulletin for the History of Chemistry. Als Chemiehistoriker befasste er sich vor allem mit der Geschichte der physikalischen und anorganischen Chemie Ende des 19. und Anfang des 20. Jahrhunderts sowie mit der Geschichte chemischer Apparate. Er bemühte sich die Lehre der Geschichte der Chemie von der Wissenschaftsgeschichte gelöst wieder mehr Chemiestudenten näherzubringen.

## Schriften
- The Lewis Acid-Base Concepts: An Overview, Wiley 1980
- als Herausgeber: Mendeleev on the Periodic Law: Selected Writings 1869–1905, Dover 2005
- Philosophers of Fire: A Brief Outline of 600 Years of Chemical History for Students of Chemistry, Oesper Collection, Cincinnati 2003, pdf
- Herausgeber: Lavoisier and the chemical revolution; a special bicentennial issue, Bulleton of the History of Chemistry, Nr. 5, 1989 (Symposium in honor of the Bicentennial of the Chemical Revolution, Dallas 1989)
- Electronegativity from Avogadro to Pauling, 2 Teile, Journal of Chemical Education, Band 73, 1996, S. 11-20, Band 80, 2003, S. 279–287